# Дьяченко, Сергей Викторович
Сергей Викторович Дьяченко (4 октября 1846, Харьков, Харьковская губерния, Российская империя — 7 января 1907, Казань, Казанская губерния, Российская империя) — общественный, политический деятель, казанский городской голова (1888—1899), первый директор (председатель Совета) Казанского городского музея (1895—1902), председатель Казанского окружного суда (1903—1907).

## Биография
Родился в Харькове 4 октября 1846 года в семье инженера путей сообщения и принадлежал к потомственному роду малороссийских дворян. Его отец Виктор Антонович — инженер путей сообщения — был человеком разносторонних дарований, драматургом, автором имевших большой успех в обеих столицах театральных постановок, дед — Антон Васильевич Дьяченко был губернским прокурором.
В семье Дьяченко всегда звучала музыка, собиралась молодежь, и царил дух творчества. Будущий чиновник получил прекрасное домашнее образование, особенно в языках — с раннего детства владел французским, немецким и английским языками, и в 11 лет стал гимназистом, успешно пройдя вступительные испытания во II-ю Харьковскую гимназию. Будучи гимназистом Сергей Викторович писал стихи, играл в студенческих постановках. Казанский краевед Н. Я. Агафонов писал: «Любя драматическую сцену не менее, нежели его отец — драматический писатель, С. В. Дьяченко с детских лет изучал специально драматическую литературу и сцену».
Восемнадцатилетним юношей С. В. Дьяченко поступил на юридический факультет Харьковского университета. В студенческие годы ездил с отцом по России, выступая артистом на театральных подмостках.
После окончания в 1868 году университета Сергей Викторович стал занимать разные должности в судебных учреждениях в родном городе, а через год уехал в Петербург, где он продолжал службу в разных судебных ведомствах. Сергей Викторович и в эти годы не покидал сцену, играл в различных постановках, а также как драматург и публицист публиковался в разных изданиях под псевдонимом «Сергеев».
В 1870 году приехал в Казань, вначале в качестве ревизора от Министерства юстиции, но остался в Казани навсегда. В 1873 году он был назначен членом Казанского окружного суда, в 1883 году — товарищем председателя суда. С. В. Дьяченко становится одним из видных общественных деятелей Казани, в период службы членом суда он был избран сначала гласным земства, затем Казанской городской думы. В 1883 году утвержден в звании почётного мирового судьи, а в 1888 году его избирают городским головой. В течение 10 лет он был городским головой, переизбирался на два срока. Именно в этой выборной должности наиболее ярко проявились организаторские способности С. В. Дьяченко. Находясь на этом посту он состоял членом попечительного комитета о детских приютах, председателем городского по воинским повинностям присутствия, непременным членом общества вспомоществования нуждающимся ученикам реального училища, председателем совета Мариинской богадельни, председателем комитета Владимирской библиотеки духовно-нравственных книг и т.д.

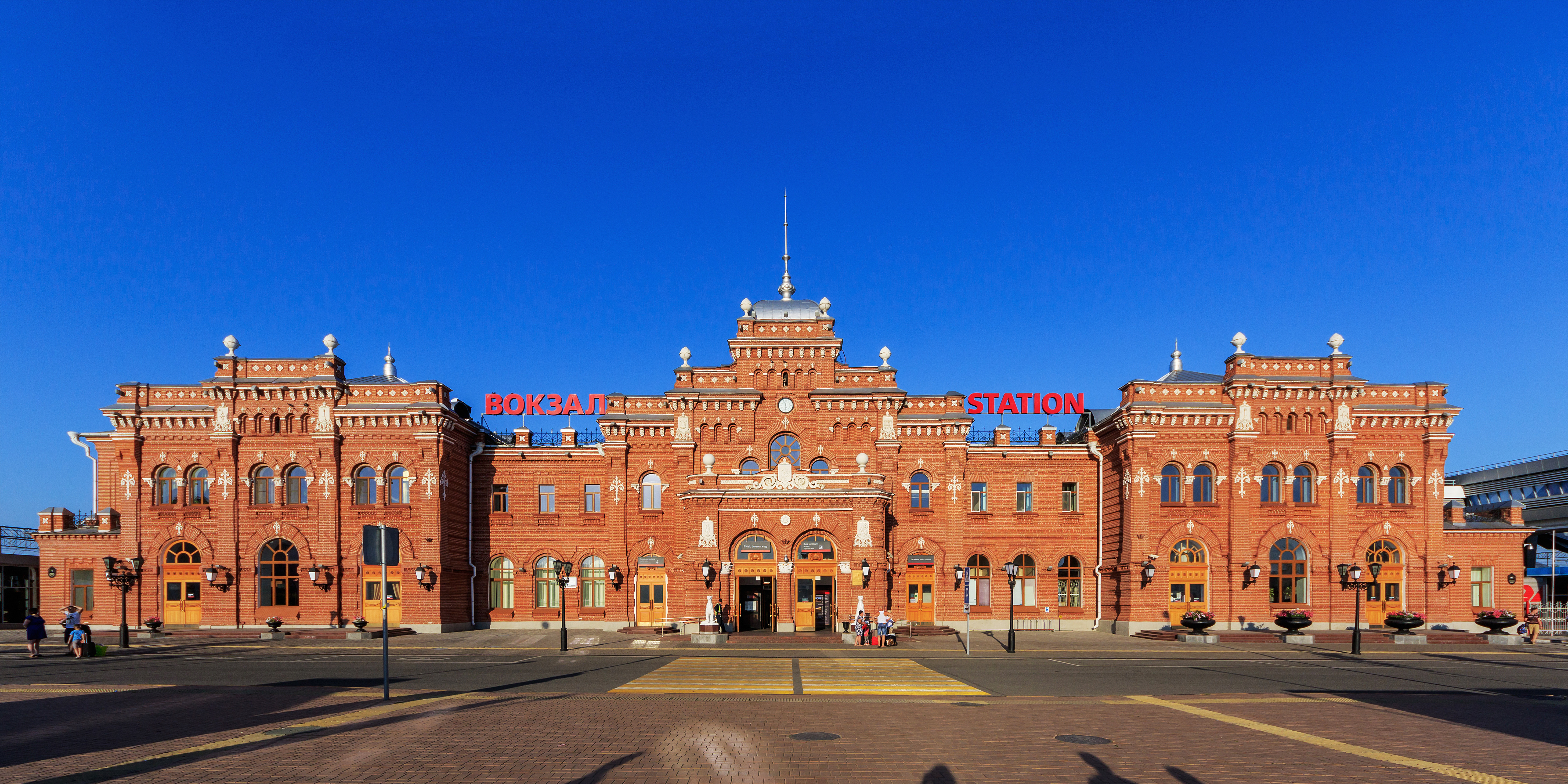
Железнодорожный вокзал в Казани

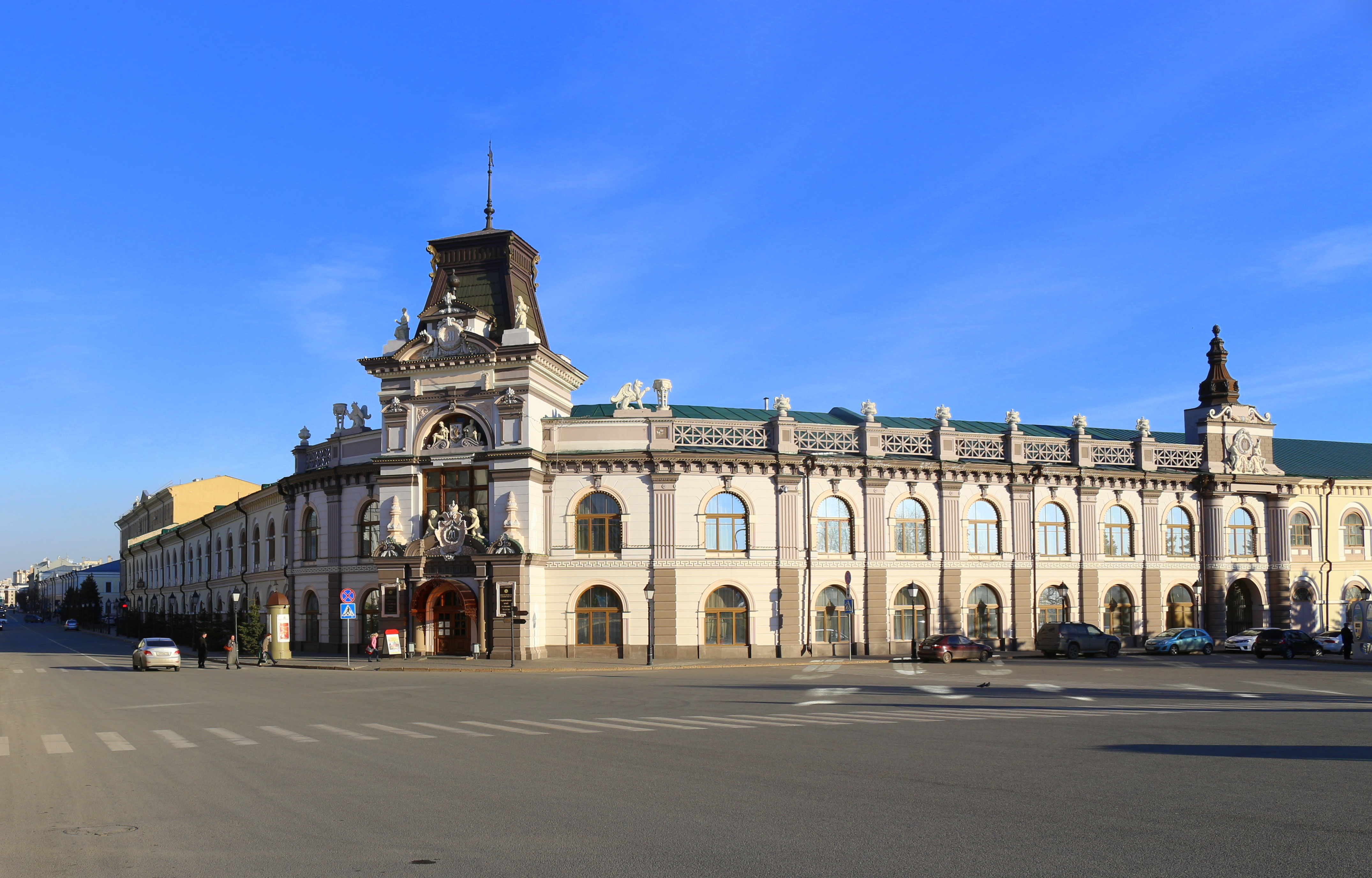
Здание Казанского городского научно-промышленного музея

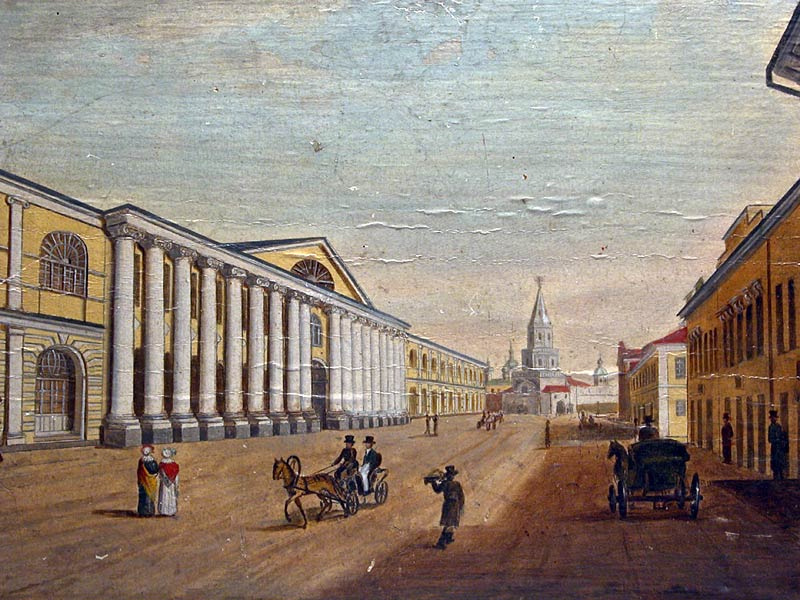
Гостиный двор в Казани

Внёс большой вклад в создание и развитие многих казанских социально-культурных, благотворительных учреждений и организаций, а также благоустройства Казани: при нём пущена новая конно-железная дорога, открыт городской ломбард, Ксенинская женская гимназия, читальни и дешевые столовые, построены мост через реку Казанку и дамба у этого моста, разбиты новые скверы, открыт памятник Александру II и т. д. Огромную роль он сыграл в деле строительства Казанской железной дороги. Он стал одним из создателей в 1895 году Казанской Художественной школы, многое сделал для её процветания, стал основателем Казанского городского научно-промышленного музея (давший начало нынешним Национальному музею Республики Татарстан и Государственному музею изобразительных искусств Республики Татарстан), открытого, благодаря ему 5 апреля 1895 года.
Умер С. В. Дьяченко на 61-м году жизни в январе 1907 года.

## Награды
Заслуги Сергея Викторовича были высоко оценены государством: с 1891 года состоял в чине действительного статского советника. Он был награждён орденами Св. Святослава 1 и 2-й степени, Св. Анны 1 и 2-й степени, Св. Владимира 3-й степени.

## Семья
Жена - Мария Петровна Карпова, дочь казанского помещика. Дети:
- Любовь (1872-?)
- Сергей Сергеевич Дьяченко  (12.04.1874 - не ранее 1917)  — русский чиновник и государственный деятель. Из дворян Казанской губернии[4].Окончил Казанский университет в 1896 году. Статский советник, камер-юнкер. Чиновник Департамента общих дел Министерства внутренних дел. 31 декабря 1910 — 14 января 1913 года вятский вице-губернатор. 2 декабря 1912—1915 таврический вице-губернатор. Самарский вице-губернатор 10 июня 1916 - 8 октября 1916 года. Действительный статский советник 1916 года. Казанский вице-губернатор 1916-1917. Награды: орден святого Владимира 4-й степени, орден святой Анны 2-й степени, медали «100-летие Отечественной войны», «В память 300-летия царствования дома Романовых»[5][6][7].